# 總統自由勳章

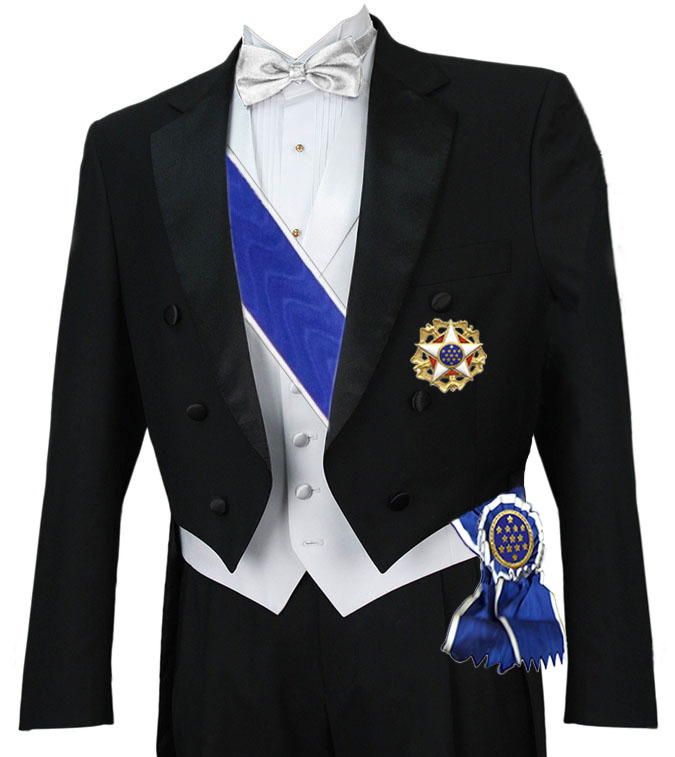
傑出總統自由勳章（大綬級）

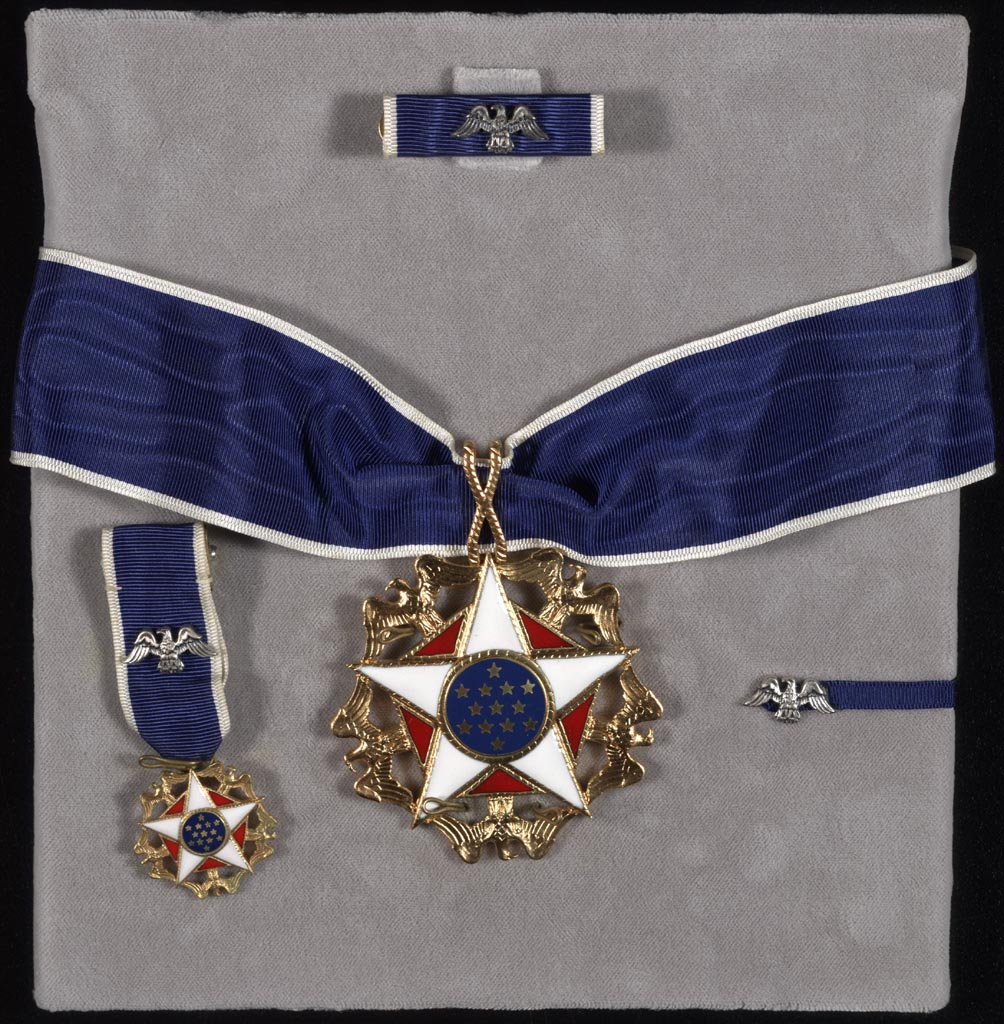
總統自由勳章（領綬級）

總統自由勳章（英語：Presidential Medal of Freedom）是由美國總統一年一度頒發，與國會金質獎章並列為美国最高的平民榮譽。受獎者不需要是美國公民。
1945年7月6日，哈瑞·杜魯門總統設立“自由勋章”，表彰在二次大戰期間對美國有显著贡献的人。1963年2月22日約翰·甘迺迪總統签署11085号行政命令，改为设立“總統自由勳章”並擴充得獎對象。
總統自由勳章分為兩種：領綬章的總統自由勳章，以及包含領綬章、星章及大綬章的傑出總統自由勳章（President Medal of Freedom with Distinction）。